# Les Témoins (film, 2003)
Pour les articles homonymes, voir Les Témoins.
Pour plus de détails, voir Fiche technique et Distribution.
Les Témoins (The Gathering) est un film britannique de Brian Gilbert sorti en 2003.
La réalisation de ce film d'horreur théologique à petit budget fut rendue possible par Christina Ricci : voulant absolument tenir le rôle de ce film, elle obtint des subsides pour sa réalisation[réf. nécessaire]. Il ne sortit cependant au cinéma que dans un nombre limité de pays et fut principalement distribué directement en DVD.

## Synopsis
Cassie Grant, une jeune américaine, est renversée par une voiture en pleine campagne anglaise. Marion Kirkman, la conductrice, appelle immédiatement une ambulance. Après examen à l'hôpital local, le médecin conclut que, alors que Cassie ne présente que quelques égratignures, l'accident lui a fait perdre la mémoire. Elle ne connait plus que son nom et son pays d'origine et ne sait plus ni où elle habite, ni pourquoi elle est en Angleterre. Le docteur lui conseille du calme afin de, peut-être, retrouver la mémoire. Prise de pitié et se sentant responsable, Marion Kirkman invite Cassie chez elle. Elle fait la connaissance de Simon, le mari de Marion. Les jours suivants, Cassie commence à avoir des visions concernant le futur des personnes de son entourage direct.
Ces événements semblent avoir un lien avec le travail de Simon : la découverte d'une église enfouie, construite au Ier siècle, où est représentée une scène de la crucifixion du Christ observée par de mystérieux témoins...

## Fiche technique
- Titre original : The Gathering
- Titre français : Les Témoins
- Réalisation : Brian Gilbert
- Scénario : Anthony Horowitz
- Production : Marc Samuelson et Peter Samuelson
- Sociétés de production : Granada Film Productions, Isle of Man Film Commission, Samuelson Productions
- Sociétés de distribution : Dimension Films (Miramax)
- Budget : 18 000 000 $
- Langue originale : anglais
- Format : couleur — 35 mm — 2,35:1 — son Dolby Digital
- Durée : 96 minutes
- Dates de sortie :
  - France : janvier 2003 (Festival international du film fantastique de Gérardmer) ; 14 juillet 2004 (sortie nationale)
  - Belgique : 9 juin 2004

## Distribution
- Christina Ricci (VF : Marie-Eugénie Maréchal) : Cassie Grant
- Ioan Gruffudd (VF : Cédric Dumond) : Dan Blakeley
- Kerry Fox : Marion Kirkman
- Stephen Dillane (VF : Julien Kramer) : Simon Kirkman
- Simon Russell Beale : Luke Fraser
- Robert Hardy : Bishop
- Harry Forrester : Michael Kirkman
- Jessica Mann : Emma Kirkman
- Peter McNamara : Frederick Michael Argyle

## Distinctions
- Nomination au Fantasporto Award 2003
- Nomination au Golden Fleece du Golden Trailer Awards 2003